# Рак Павло Миколайович
Павло Миколайович Рак (23 серпня 1910, Карпилівка — 30 червня 06 1944, Борисов, Булоруська РСР, СРСР) — радянський офіцер, танкіст, командир роти 2-го танкового батальйону 3-ї гвардійської танкової бригади 3-го гвардійського танкового корпусу 5-ї гвардійської танкової армії 3-го Білоруського фронту, гвардійський лейтенант, Герой Радянського Союзу.
Народився 23 серпня 1910 року в селі Карпилівка, нині Лубенського району Полтавської області. Неповна середня освіта. Працював у колгоспі нареченим, згодом був трактористом, а незабаром очолив тракторну бригаду. Обраний головою селпо.
У Червоній Армії з 1941 року.  Закінчив Саратовське танкове училище, брав участь у Сталінградській битві.  Він був командиром взводу, вантажником танкової роти.  Брав участь у форсуванні Дніпра, визволенні Смоленська та Білорусі.  У ніч на 30 червня 1944 року танковому взводу Павла Рака було доручено вторгнення в місто Борисов, окуповане німецькими військами, погрожувати боєм і битися до наближення основних сил корпусу.  З чотирьох танків лише екіпаж Т-34 у складі командира танка Павла Рака, механіка танка Олександра Петраєва та танкіста-радиста Олексія Данилова зміг прорватися через річку Березину до міста Борисова в Мінській області на замінованому мосту.  Другий та третій танки старшого лейтенанта Кузнєцова та лейтенанта Юнаєва були спалені перед наближенням до мосту, а четвертий танк капітана Селіна прослизнув через міст на протилежний берег річки, але був збитий та загорівся, екіпаж загинув.  Тоді німці підірвали міст через Березину.
Протягом 16 годин екіпаж бився на вулицях міста. Ними було знищено багато живої сили та техніки ворога, що сприяло звільненню міста 1 липня радянськими військами. Німецькі війська кинули проти екіпажу кілька танків та самохідних гармат. У нерівному бою солдати загинули.
Указом Президії Верховної Ради СРСР від 24 березня 1945 року за зразкове виконання бойових завдань командування, на фронті,  воюючи з німецькими загарбниками, та демонструючи мужність і героїзм Павлу Миколайовичу Раку було посмертно присвоєно звання Героя Радянського Союзу. Члени екіпажу також були удостоєні цього звання. А. Петраєв та А. І. Данилов. Це єдиний випадок у військовій історії Білорусі, коли весь танковий екіпаж був нагороджений найвищою відзнакою під час Великої Вітчизняної війни.

## Шістнадцять годин до безсмертя
Наприкінці червня 1944 року радянські війська досягли річки Березина. 29 червня 1944 року 2-й батальйон 3-ї гвардійської бригади 3-го гвардійського танкового корпусу, до складу якого входив взвод гвардії лейтенанта Павла Рака, дійшов до старої частини Борисова. Батальйону було доручено захопити мости через річки Шу та Березину, не допустити нацистів їх підірвати і таким чином забезпечити переправу основних сил. Взвод Павла Рака - 4-й танк - повинен був піти першим. Увечері на варті лейтенант Рак уточнив завдання перед екіпажем. Він проводжав танк гвардії голови Кулакова, наказавши їхати в тил артилерійської батареї, переодягненої на Борисівському кладовищі. За півтори години до півночі рушив головний похідний форпост на чолі з командиром батальйону капітаном Силіном. За нею - мотоциклісти та 2 машини взводу Раків. Гітлерівці добре прострілили заїзд на міст. Всі радянські танки були підбиті. Усі, крім одного.
Павло Рак "пролетів" через Шу на великій швидкості. З усією силою, вогнем та гусеницями танк «Рак» впав на нацистську батарею, яка вишикувала 2 його машини. Здавивши його, танк направився до переправи через Березину. Коли він дійшов до середини річки, міст через Шу обвалився. Через кілька секунд Березінський розколовся на шматки. Але танк охоронника лейтенанта Рака вже торкнувся твердої землі.
На березі його вже чекав «Фердинанд». На частку секунди нацистський навідник запізнився з пострілом, і "тридцять чотири" встигли прослизнути через небезпечне місце, сховавшись за поворотом. Перший постріл потрапив у радянський танк, наповнений нацистським бронетранспортером. Вцілілі нацисти, яких обстріляли з кулеметного вогню, з жахом тікали в різні боки. Палаючий броньований автомобіль зробив їх хорошою мішенню. Ще до бою лейтенант Рак, ретельно вивчивши дані розвідки, знав, що десь праворуч від мосту - зенітна батарея противника, небезпечна як для літаків, так і для тих, хто незабаром повинен форсувати Березину. Той факт, що лейтенант вирішив знищити насамперед зенітну батарею, характеризує його як грамотного, досвідченого командира. Без жодного пострілу каральний монстр випав із темряви радянського танка, розчавивши все до єдиного пристрою. Після цього акту помсти танк направився до міста.
Виїхавши з Головної вулиці на Спортивну, танкісти без вагань кинулись до зустрічної колони, яка за кілька хвилин нагадувала лише купи дерева, металу та трупи нацистів. Звичайно, екіпаж потребував відмови, щоб визначити подальший план. Укритий глибоко у дворі. Годинник показував 24.00. Буквально 60 хвилин тому вони перетнули Березину і розпочали сутичку з ворогом. За цей час нацисти завдали значної шкоди, викликали паніку в його стані. Можна було з чистим сумлінням піти до лісу, дочекатися свого. Екіпаж за це не звинувачувався. Але доля сміливих на даний момент визначила порядок сумління: продовжувати виносити суворий вирок ненависному ворогу. Комсомольці Олександр Петраєв та Олексій Данилов домовились зі своїм командиром Павлом Раком боротися до кінця. І вони зробили неможливе ...
Танкісти діяли спокійно і зухвало. На всі 16 годин бою вистачило однієї заправки та одного патрона. Вони потрапили до комендатури випадково. Про його значення здогадувалась кількість машин біля в’їзду. У вантажівці П. Рак відправив осколковий снаряд, вікна пронизав автомат. Гарячково переслідуючи "тридцять чотири" нацисти не чекали її у своєму штабі. Раптова поява екіпажу вирішила результат короткого бою. Постріл із гармати сколихнув будівлю, жовте полум’я плеснуло з вікон. З верхніх поверхів божевільні офіцери стрибали просто на асфальт, щоб під кулеметним вогнем знайти смерть. Танк пропрасував машину біля в'їзду, розчавив автобус для персоналу та сховався у сусідній алеї. У місті запанувала паніка. Нацисти не хотіли вірити, що вся причина в одному радянському танку. І їх командування кинуло всі засоби на зухвалий червонозорий автомобіль.
Наближався світанок. Ще була можливість сходити до лісу - вдень важче працювати. Але танкісти дізналися, що окупанти утримували хворих і поранених червоноармійців у Борисовській лікарні, і створили табір смерті на околиці міста. Сміливий екіпаж прибув до лікарні саме в той момент, коли нацисти збиралися підпалити людей, зачинених у дерев'яних бараках. Близько 200 в’язнів, врятованих від мученицької смерті, вирушили до лісу. Як би сміливі солдати не поспішали до табору смерті, вони не змогли запобігти кривавому злочину. Купи людських тіл, зшитих у рядки, закликали помститися. І танкісти знову вирішили повернутися до міста, хоча не було сумнівів, що цього разу зустріч з "тиграми", "пантерами" та "Фердинандами" є непохитною.
На залізничній станції екіпаж побачив готові до відправлення ешелони, в яких окупанти поспішали вивезти заводське обладнання, сировину та продукцію. Олексій Данилов вдарив гарматою локомотивні котли, щоб скручені локомотиви забарикадували дорогу.
Смертельне зіткнення з "тиграми" і "пантерами" сталося о 15:30, коли наші танкісти перетинали Мінську трасу на шляху до Березини на зустріч з радянськими військами. Ворожі гармати були вражені із засідки простим прицілюванням на близькій відстані. Героїчний екіпаж провів нерівний бій до останнього подиху ... 
1 липня, після звільнення міста від німецько-фашистських загарбників, обгорілі тіла мужніх танкістів їхні бойові товариші вивезли з танка. Командира героїчного екіпажу гвардії лейтенанта Павла Рака впізнав лише браслет з вахти. "Ніхто не знав, що сталося з танком Павла Рака", - писав згодом його бойовий товариш Михайло Кузнєцов у своїх спогадах про битву під Борисовом у ніч з 29 на 30 червня 1944 року. - Цілу ніч з усього Борисова лунали гарматні постріли та кулеметний вогонь. Ми дозволили всім: наші загони увірвались у місто, партизани діяли. Але ніхто навіть не міг припустити, що битва з усім ворожим гарнізоном - це єдиний танк. Його мали негайно знищити. Коли ми дійшли до Борисова, я побачив місце останньої битви бойових побратимів. І танк з баштою, розгорнутий простим пострілом великокаліберного снаряду, вистрілив, мабуть, з близької відстані ... »

## Пам'ять

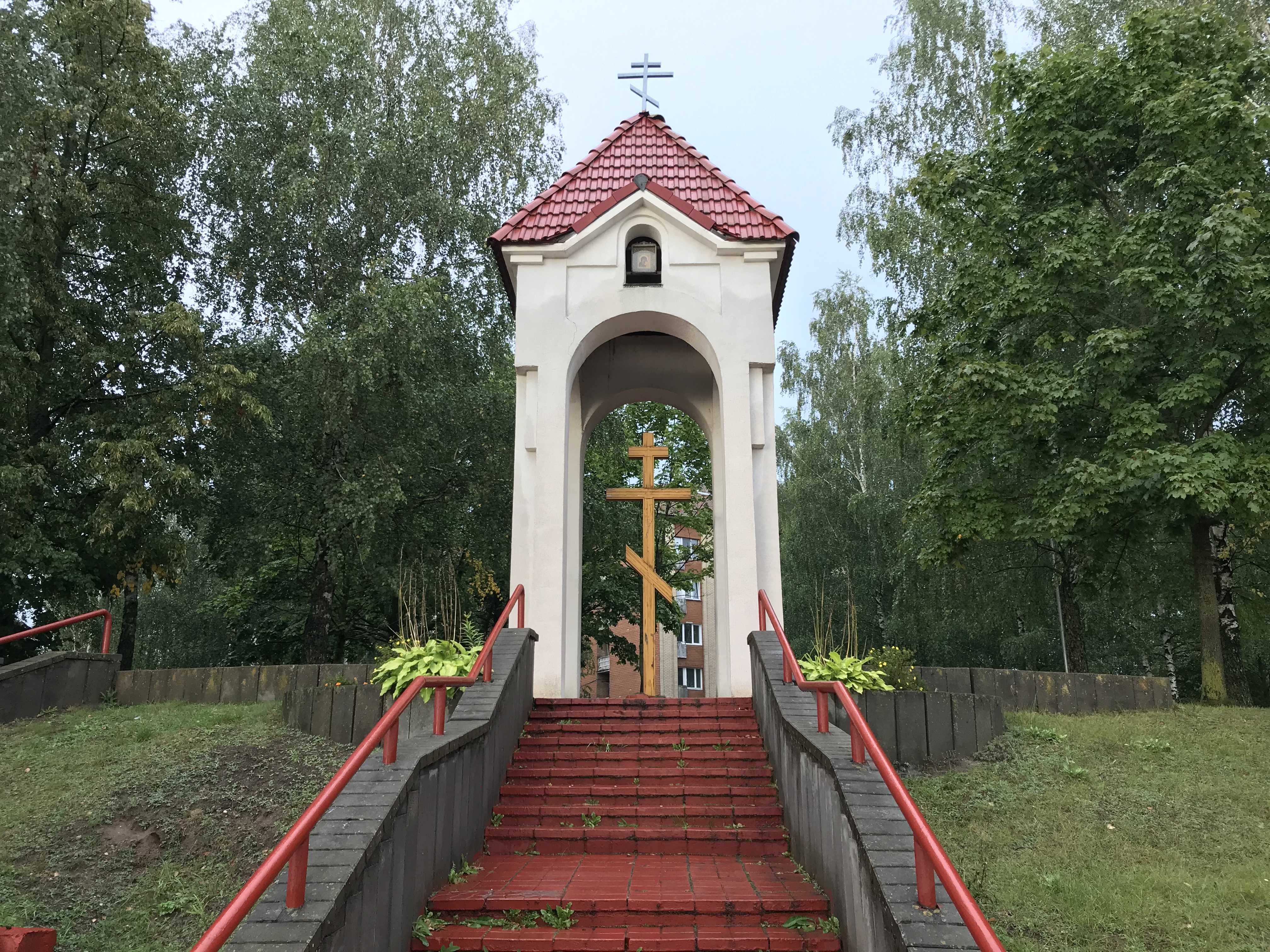
Пам'ятник екіпажу Павла Рака в Борисові

На правому березі річки Березина в Борисові є пам'ятник - легендарний танк ІС-2, пам'ятник екіпажу П. Рака. Школа та одна з вулиць Борисова носять ім’я Павла Рака. У його рідному селі Карпілавка встановлена меморіальна дошка. За розпорядженням міністра оборони СРСР Павло Миколайович Рак назавжди потрапив до списків 5-ї роти Н-ського Гвардійського танкового полку. Похований героїчний екіпаж у місті Борисові. На центральній площі міста встановлено пам'ятник, присвячений хороброму екіпажу на чолі з лейтенантом П.Н. Раком. Танк Т-34 назавжди піднятий на кам'яний п'єдестал.
Згідно з наказом Міністра оборони Республіки Білорусь №360 від 5 травня 2007 р. З метою збереження та примноження бойових традицій старших поколінь захисників Вітчизни, виховування особового складу героїчного минулого танковий екіпаж Павла Рака назавжди був внесений до штатного розпису 1-ї навчальної танкової роти. Гвардійська школа підготовки спеціалістів танкових та артилерійських підрозділів 72-го гвардійського об’єднаного навчального центру для прапорщиків та молодших спеціалістів. У місці розташування компанії біля бюстів героїв застелені ліжка. І кожний день на вечірній перевірці їх імена читають першими. Кращі солдати роти відповідають: «Герой Радянського Союзу Павло Миколайович Рак хоробро загинув у боях за свободу та незалежність нашої Батьківщини». Ці слова вимовляються, коли звучать імена Олексія Ілліча Данилова та Олександра Акімовича Петраєва.
Спеціальний розділ присвячений героям-танкам у Борисовському історико-краєзнавчому музеї. Про цей результат написано багато. У газетах, журналах, збірниках, у спогадах полководців, які брали участь у боях за визволення Білорусі. Історія Героя Радянського Союзу Н. була опублікована в Політвиді. Нікольського "Ціна життя", присвячена легендарному екіпажу. Нагороджений орденом Леніна та медалями. 

## Сім'я
Батько Миколай Степанович - голова колгоспу. З початком Великої Вітчизняної війни виїхав з села для організації підпілля. Помер.
Мати Меланія Лук’янівна - колгоспниця, учасниця першого в Україні збору лідерів.